# Ralytupa pugiata
Ralytupa pugiata är en tvåvingeart som beskrevs av Loïc Matile 1975. Ralytupa pugiata ingår i släktet Ralytupa och familjen platthornsmyggor.
Artens utbredningsområde är Sudan. Inga underarter finns listade i Catalogue of Life.